# 井口深雪
井口 深雪（いぐち みゆき、1973年11月19日 - ）は長野県出身のバイアスロンおよびクロスカントリースキー選手。小林深雪（こばやし みゆき）として冬季パラリンピック3大会に出場、そのうち長野大会およびトリノ大会（いずれも視覚障害者の部）で金メダルを獲得した。

## 人物
北安曇郡小谷村に生まれる。小学校低学年で視力が低下、弱視となる。黄斑部変性症との診断を受け、のちに網膜色素変性症を併発した。
松本盲学校時代はフロアバレーボールの選手として活躍するかたわら、全国障害者スポーツ大会の陸上競技にも出場した。その運動センスと、子どもの頃からのスキー経験をかわれ、筑波技術短期大学（現・筑波技術大学）2年だった1994年より、盲学校時代の体育教師の勧めで地元で開催される長野パラリンピックへの出場を目指す。1995年、短大を卒業、東京都内の特別養護老人ホームに勤務しながらトレーニングを続け、1998年、長野パラリンピックのバイアスロン短距離（7.5km）で金メダリストとなった。
2000年に退職、長野にもどる。2002年ソルトレークシティパラリンピックでは日本選手団の旗手を務めるも、成績は6位にとどまった。
2004年、日立システムアンドサービスに障害者アスリートのスキー部が創設され、その最初の3人の所属選手として入社。2006年のトリノパラリンピックバイアスロン競技では、長距離（12.5km）で金メダル、短距離（7.5km）で銀メダルを獲得した。結婚して井口姓となった後、2007年のワールドカップではシーズン6大会中、5大会で優勝し、最優秀選手に輝いた。同年、引退。